# Don't Tell Me (bài hát của Madonna)
"Don't Tell Me" là một bài hát của ca sĩ người Mỹ Madonna nằm trong album phòng thu thứ 8 của cô Music (2000). Nó được sáng tác và sản xuất bởi Madonna và Mirwais Ahmadzaï, trong khi Joe Henry hỗ trợ viết lời. "Don't Tell Me" là một bản nhạc dance và đồng quê, với sự kết hợp những giai điệu của trip hop và folk. Nó được phát hành như là đĩa đơn thứ hai trích từ album vào ngày 21 tháng 11 năm 2000 bởi Maverick Records. Bài hát cũng được đưa vào nhiều album tổng hợp như GHV2 (2001) và Celebration (2009).
"Don't Tell Me" nhận được những đánh giá tích cực từ các nhà phê bình đương đại, trong đó họ gọi đây là bài hát nổi bật trong album cũng như ca ngợi giọng hát "có hồn" của cô. Madonna cũng nhận nhiều sự so sánh với Sheryl Crow. Đây là một thành công thương mại, khi đạt vị trí số một ở Canada và New Zealand, và lọt vào top 10 ở nhiều nơi như Ý, Na Uy, Tây Ban Nha và Vương quốc Anh. Tại Mỹ, nó đứng đầu bảng xếp hạng Billboard Hot Dance Club Songs và lọt vào top 5 trên Billboard Hot 100, thành tích này giúp cô ngang bằng với The Beatles và chỉ đứng sau Elvis Presley trong danh sách nghệ sĩ có nhiều đĩa đơn top 10 và đạt chứng nhận Vàng nhất lịch sử bảng xếp hạng Billboard. Tính đến nay, "Don't Tell Me" đã bán được 4.5 triệu bản trên toàn thế giới.
Video ca nhạc của "Don't Tell Me" được đạo diễn bởi Jean-Baptiste Mondino, trong đó Madonna hóa thân thành một nữ cao bồi, nhảy múa và chơi trên cát với màn hình chạy phía sau. Nó nhận được hai đề cử tại Giải Video âm nhạc của MTV năm 2001, cũng như đề cử giải Grammy cho Video hình thái ngắn xuất sắc nhất. Madonna biểu diễn "Don't Tell Me" trong chuyến lưu diễn Drowned World Tour (2001) và the Re-Invention World Tour (2004), và trong bản mashup với bài hát của Miley Cyrus "We Can't Stop" khi Madonna xuất hiện trong chương trình MTV Unplugged đặc biệt của Cyrus. Sau khi phát hành, nó đã được hát lại hoặc lấy làm đoạn mẫu tham khảo bởi nhiều nghệ sĩ.

## Dạng đĩa & các track
| Đĩa 7" tại Mỹ (7-16825) Đĩa CD tại Mỹ (9 16825-2) 1. "Don't Tell Me" (bản album) – 4:40 2. "Don't Tell Me" (Thunderpuss' 2001 Hands in the Air Radio) – 4:26 Đĩa 12" 2 đĩa tại Mỹ (0-44910) - A1 "Don't Tell Me" (Timo Maas Mix) – 6:55 - A2 "Don't Tell Me" (Vission Remix) – 7:52 - B1 "Don't Tell Me" (Thunderpuss' 2001 Hands in the Air Anthem) – 10:20 - B2 "Don't Tell Me" (Vission Radio Mix) – 3:38 - C "Don't Tell Me" (Tracy Young Club Mix) – 11:01 - D1 "Don't Tell Me" (Victor Calderone Sensory Mix) – 6:48 - D2 "Don't Tell Me" (Thunderpuss' 2001 Hands in the Air Radio) – 4:26 Đĩa CD maxi tại Mỹ (9 44910-2) 1. "Don't Tell Me" (Timo Maas Mix) – 6:55 2. "Don't Tell Me" (Tracy Young Club Mix) – 11:01 3. "Don't Tell Me" (Vission Remix) – 7:52 4. "Don't Tell Me" (Thunderpuss' 2001 Hands in the Air Anthem) – 10:20 5. "Don't Tell Me" (Victor Calderone Sensory Mix) – 6:48 6. "Don't Tell Me" (Vission Radio Mix) – 3:38 7. "Don't Tell Me" (Thunderpuss' 2001 Hands in the Air Radio) – 4:26 8. "Don't Tell Me" Music Video Đĩa 12" tại châu Âu (9362 44955 0) - A1 "Don't Tell Me" (Thunderpuss Club Mix) – 7:53 - A2 "Don't Tell Me" (Vission Remix) – 7:52 - B1 "Don't Tell Me" (Tracy Young Club Mix) – 11:01 - B2 "Cyber-Raga" – 5:31 Đĩa 12" xanh tại châu Âu (9362 44968 0) - A1 "Don't Tell Me" (Timo Maas Mix) – 6:55 - A2 "Don't Tell Me" (Victor Calderone Sensory Mix) – 6:48 - B1 "Don't Tell Me" (Thunderpuss' 2001 Hands in the Air Anthem) – 10:20 - B2 "Don't Tell Me" (bản album) – 4:40 | Đĩa CD tại Đức (5439 16790 2) 1. "Don't Tell Me" (Radio chỉnh sửa) – 4:10 2. "Cyber-Raga" – 5:31 Đĩa CD maxi tại Đức (9362 44949 2) Đĩa CD maxi tại Nhật (WPCR-10903) 1. "Don't Tell Me" (Radio chỉnh sửa) – 4:10 2. "Cyber-Raga" – 5:31 3. "Don't Tell Me" (Thunderpuss Club Mix) – 7:53 4. "Don't Tell Me" (Vission Remix) – 7:52 Đĩa CD tại Vương quốc Anh #1 (W547CD1) 1. "Don't Tell Me" (Radio chỉnh sửa) – 4:10 2. "Cyber-Raga" – 5:31 3. "Don't Tell Me" (Thunderpuss Club Mix) – 7:53 Đĩa CD tại Vương quốc Anh #2 (W547CD2) 1. "Don't Tell Me" (bản album) – 4:40 2. "Don't Tell Me" (Vission Remix) – 7:52 3. "Don't Tell Me" (Thunderpuss Radio Mix) – 3:40 Đĩa CD maxi tại châu Âu (9362 44977 2) 1. "Don't Tell Me" (Timo Maas Mix) – 6:55 2. "Don't Tell Me" (Thunderpuss' 2001 Hands in the Air Anthem) – 10:20 3. "Don't Tell Me" (Victor Calderone Sensory Mix) – 6:48 4. "Don't Tell Me" (Vission Remix) – 7:52 Đĩa CD maxi tại Úc (93624-49692-2) 1. "Don't Tell Me" (Thunderpuss' 2001 Hands in the Air Anthem) – 10:20 2. "Don't Tell Me" (Timo Maas Mix) – 6:55 3. "Don't Tell Me" (Victor Calderone Sensory Mix) – 6:48 4. "Don't Tell Me" (Tracy Young Club Mix) – 11:01 5. "Don't Tell Me" (Thunderpuss' 2001 Tribe-A-Pella) – 8:31 6. "Don't Tell Me" (Video) – 4:41 |

## Danh sách phiên bản
| - Don't Tell Me (bản album) 4:40 - Don't Tell Me (nhạc đệm) 4:40 - Don't Tell Me (A Capella) 3:03 - Don't Tell Me (phiên bản video) 4:38 - Don't Tell Me (Timo Maas Mix) 6:56 - Don't Tell Me (Timo Maas Dub) - Don't Tell Me (Victor Calderone Sensory Mix) 6:48 - Don't Tell Me (Vission Remix) 7:51 | - Don't Tell Me (Vission Radio Mix) 3:48 - Don't Tell Me (Thunderpuss Club Mix) 7:50 - Don't Tell Me (Thunderpuss Radio Mix) 3:42 - Don't Tell Me (Thunderpuss 2001 Hands In The Air Anthem) 10:20 - Don't Tell Me (Thunderpuss 2001 Hands In The Air Radio Mix) 4:26 - Don't Tell Me (Thunderpuss Tribe-A-Pella) 8:31 - Don't Tell Me (Thunderdub) 8:54 - Don't Tell Me (Tracy Young Club Mix 1) 11:00 - Don't Tell Me (Tracy Young Club Mix 2) 11:08 - Don't Tell Me (Tracy Young Dub) 8:11 - Don't Tell Me (Dave Aude Funk Mix) 7:57 |

## Xếp hạng và chứng nhận
| Bảng xếp hạng (2000–01)              | Vị trí cao nhất |
| ------------------------------------ | --------------- |
| Úc (ARIA)                            | 7               |
| Áo (Ö3 Austria Top 40)               | 12              |
| Bỉ (Ultratop 50 Flanders)            | 27              |
| Bỉ (Ultratop 50 Wallonia)            | 15              |
| Canada (Nielsen SoundScan)           | 1               |
| Đan Mạch (Tracklisten)               | 15              |
| Eurochart Hot 100 Singles            | 2               |
| Phần Lan (Suomen virallinen lista)   | 3               |
| Pháp (SNEP)                          | 16              |
| Đức (GfK)                            | 22              |
| Ireland (IRMA)                       | 15              |
| Ý (FIMI)                             | 2               |
| Hà Lan (Single Top 100)              | 26              |
| New Zealand (Recorded Music NZ)      | 1               |
| Na Uy (VG-lista)                     | 5               |
| Scotland (OCC)                       | 5               |
| Spanish Singles Chart                | 2               |
| Thụy Điển (Sverigetopplistan)        | 12              |
| Thụy Sĩ (Schweizer Hitparade)        | 10              |
| Anh Quốc (OCC)                       | 4               |
| Hoa Kỳ Billboard Hot 100             | 4               |
| Hoa Kỳ Adult Pop Airplay (Billboard) | 4               |
| Hoa Kỳ Dance Club Songs (Billboard)  | 1               |
| Hoa Kỳ Pop Airplay (Billboard)       | 4               |

| Bảng xếp hạng (2001)         | Vị trí |
| ---------------------------- | ------ |
| Australia ARIA Singles Chart | 78     |
| Italian Singles Chart        | 13     |
| Swiss Singles Chart          | 89     |
| U.S.Billboard Hot 100        | 34     |

| Quốc gia                                                                           | Chứng nhận | Số đơn vị/doanh số chứng nhận |
| ---------------------------------------------------------------------------------- | ---------- | ----------------------------- |
| Úc (ARIA)                                                                          | Bạch kim   | 70.000^                       |
| Pháp (SNEP)                                                                        | Bạc        | 125.000*                      |
| Hoa Kỳ (RIAA)                                                                      | Vàng       | 500,000                       |
| * Chứng nhận dựa theo doanh số tiêu thụ. ^ Chứng nhận dựa theo doanh số nhập hàng. |            |                               |